# Coryphaena equiselis
Coryphaena equiselis é uma espécie de peixe designada vulgarmente como dalfinho-amarelo, delfim, dourada-amarela e dourada-fêmea. Esta espécie vive em habitats aquáticos tropicais e subtropicais. A família Coryphaenidae, da qual faz parte, possui somente mais uma espécie (Coryphaena hippurus).

## Descrição
São muitas vezes confundidos com C. hippurus; são, de facto, menores que os seus parentes de género, nunca ultrapassando os 127 cm de comprimento. Tal como a espécie referida, tem uma longa barbatana dorsal a acompanhar o comprimento do corpo. O seu dorso é de um brilhante verde-azulado, e os lados têm uma cor dourada/prateada.

## Ecologia
Pode viver entre 3 a 4 anos. Os machos que já atingiram a maturidade sexual desenvolvem uma testa protuberante, mas não com a mesma extensão de um macho de C. hippurus. Quando são retirados da água, perdem a cor original até ficarem com uma cor verde acinzentada quando morrem.

### Dieta
É um peixe carnívoro, alimentando-se de pequenos peixes e lulas.